# Gornji Popovac
Gornji Popovac – wieś w Chorwacji, w żupanii karlowackiej, w mieście Slunj. W 2011 roku liczyła 176 mieszkańców.